# Barrio chino de San José
El barrio chino de San José, es un área urbana, constituida como una entidad no oficial de la ciudad contenida en el Barrio de la Soledad, del distrito Catedral, en la capital de Costa Rica. Se ubica principalmente alrededor del Paseo de los Estudiantes. Es el primero en su tipo en una ciudad centroamericana. La zona comenzó a desarrollarse como un núcleo comercial y eje josefino de influencia china durante las últimas décadas del siglo XX, básicamente con la instalación de supermercados, tiendas y algunos restaurantes cuyos propietarios son orientales.
El barrio fue oficialmente inaugurado el miércoles 5 de diciembre de 2012, luego de casi diez meses de trabajos. Convirtiéndose en un punto de interés turístico, cultural y comercial para la ciudad.

## Ubicación
El denominado barrio chino se ubica en los barrios de Soledad y González Víquez del distrito Catedral en la ciudad de San José. Su principal arteria constituye la calle 9 en la que se encuentra un amplio bulevar peatonal, cortando 5 avenidas en una franja con extensión de 12 cuadras: entre calles 7 Alejandro Monestel Zamora y 11 Tomás Guardia Gutiérrez y desde la avenida 2 Juan Mora Porras hasta la avenida 14 Domingo Sarmiento.
La entrada principal del barrio se encuentra en la avenida 2, en intersección con calle 9, donde se localiza el Arco Tang hacia el bulevar peatonal. Asimismo otros importantes accesos se encuentran en las avenidas 4, 10 y 14.

## Historia

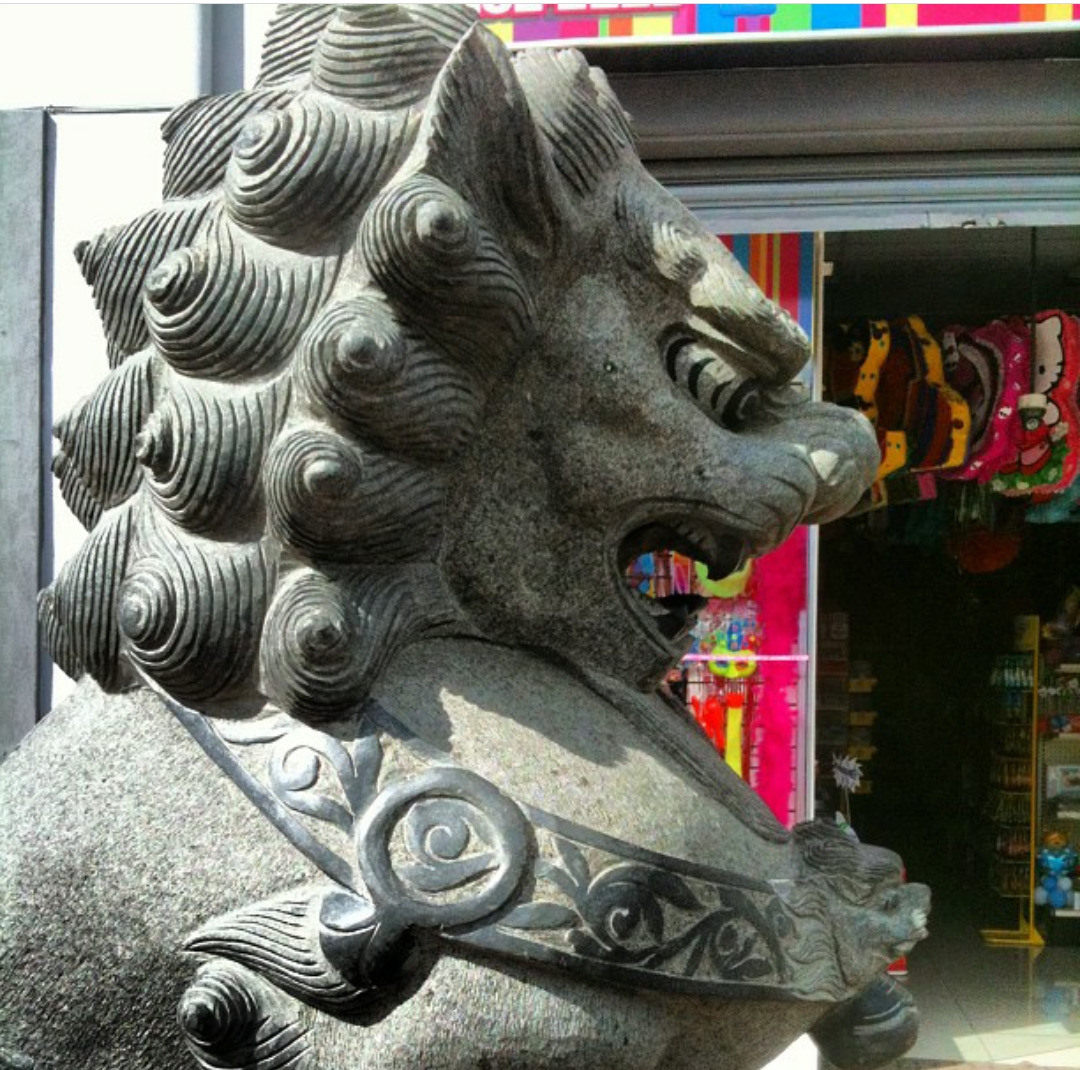
Escultura de un león chino en el bulevar.

Durante su construcción, las obras iniciaron en febrero de 2012, pero la planificación y el diseño comenzaron en 2009, como resultado de las negociaciones políticas entre los gobiernos de Costa Rica y la República Popular China, destinadas a crear un barrio en San José que representara a la cultura china.
Luego de debatirse un poco sobre la ubicación más apropiada y que tuviera el menor impacto en el flujo de tránsito, se eligió la céntrica calle 9, conocida popularmente como "Paseo de los Estudiantes". El área destinada abarca incluso la plazoleta de la Iglesia Nuestra Señora de la Soledad y un pequeño anfiteatro para la música. De esta manera, el barrio chino consiste de un área de alrededor de 550 m de largo y 8200 m² de construcción,  en una extensión de 12 cuadras: entre la avenida 2ª y avenida 14 (en dirección norte a sur) y entre las calles 7 y 11 (en sentido oeste a este). El eje central lo constituye un bulevar o paso peatonal de concreto estampado en colores rojo y amarillo (que simbolizan la buena suerte y la prosperidad respectivamente,  para la cultura china), a lo largo de la calle 9.
Sin lugar a dudas, su obra arquitectónica más notable es su arco de entrada. La obra fue realizada por trabajadores de una empresa china, vinculada al Buró de Antigüedades de Pekín y se estima que tuvo un costo aproximado de $500.000. 

El arco está hecho de concreto armado, tiene 10 metros de altura y 15 de ancho, con espacio interno suficiente para que transite una máquina de bomberos, ante una eventual emergencia. Aunque está inspirado en la dinastía Tang, también se le integraron ocho esferas de concreto que simbolizan las esferas precolombinas existentes en Costa Rica, como una forma de simbolizar la unión cultural sinocostarricense.
El bulevar culmina en la avenida 14 con una estatua de Confucio en tamaño natural, ubicado sobre un pequeño pedestal. Aunque inicialmente se anunció que se construiría un segundo arco al final del bulevar (con el apoyo de la comunidad china en Costa Rica), este finalmente fue descartado por razones que no se dieron a conocer. Las obras también implicaron un nuevo alcantarillado y la instalación de un cableado eléctrico subterráneo.

### Costo
Inicialmente,  la obra se estimó con un costo de alrededor de 600 millones de colones (poco más de un millón de dólares). Se aseguró que esta obra se hizo con la donación de $1 millón entregada por el gobierno de China, y con ¢200 millones aportados por el ayuntamiento josefino.  

Finalmente,  aunque no se brindaron cifras precisas, el costo total de lo construido se calculó entre $ 1,5  y $ 2 millones de dólares,
 aportados mayoritariamente por el gobierno chino.

### Polémicas
La creación de este barrio chino no estuvo exenta de comentarios negativos. Una crítica habitual es la comparativamente poca presencia de propietarios asiáticos en esa zona de la capital, tendencia en reversa, al concentrar cada vez más a una buena cantidad de locales chinos, conviviendo con comercios costarricenses. Otra discrepancia es la creación de ese barrio en una calle popularmente conocida como "Paseo de los Estudiantes", que inicia en la emblemática iglesia de la Soledad.  Algunos sectores conservadores cuestionaron que el proyecto se impulsó irrespetando el carácter y las tradiciones religiosas que por más de un siglo ha arraigado a dicha parroquia.
Por otro lado, la nomenclatura original tiene un gran significado histórico en la sociedad del país, porque refiere a estudiantes del Liceo de Costa Rica que lucharon contra dictaduras y malos procederes de gobernantes, así como al diario transitar de miles de jóvenes que se dirigían a sus centros de estudio durante más de cien años.
Un último aspecto a cuestionar es el impacto en la red vial de la ciudad, ya de por sí colapsada por el tránsito vehicular. La calle 9 era una importante arteria de comunicación hacia el sur de la capital, y su ausencia ha provocado una saturación de importantes dimensiones en las calles aledañas, sobre todo en horas pico.

## Cultura

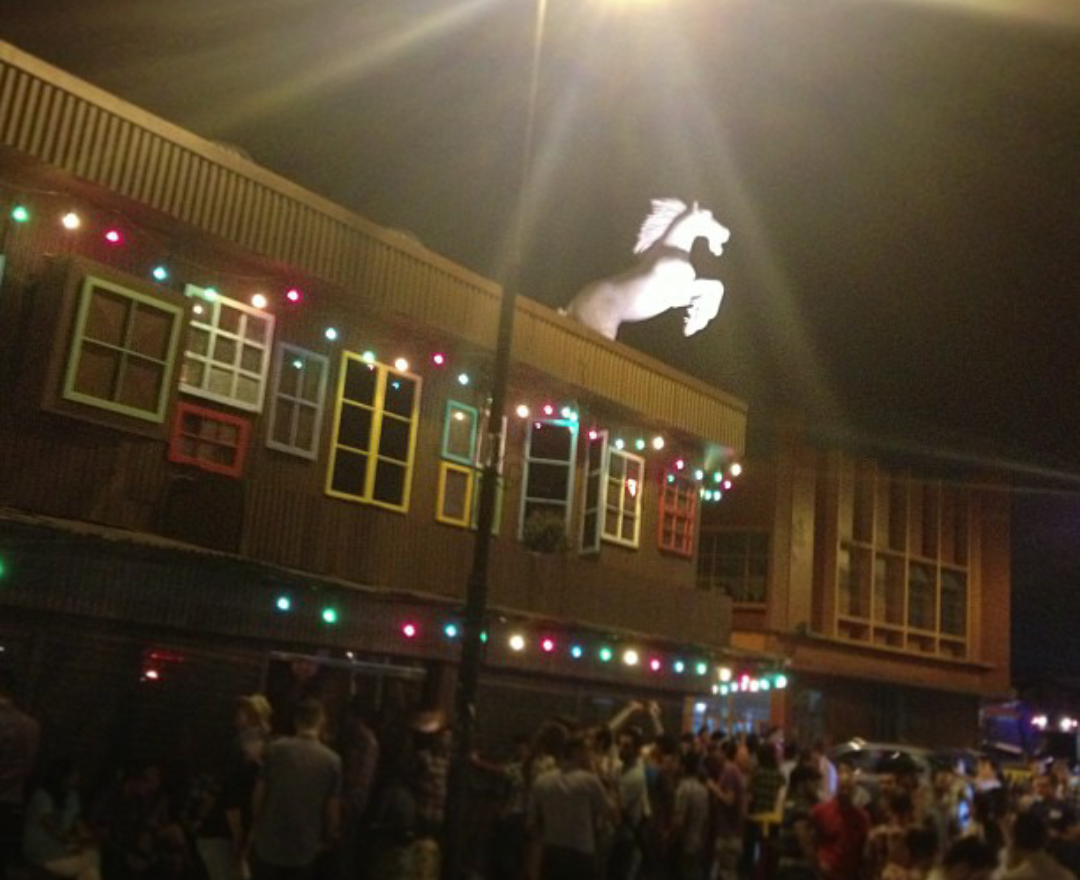
Celebración del año nuevo chino en 2015.

El Barrio Chino permite un gran sincretismo cultural asiático en la ciudad, ya que en él se localizan multitud de tiendas chinas, así como restaurantes y cafeterías orientales, varias discotecas chinas, muchos institutos de mandarín y centros culturales, gran cantidad de supermercados chinos e incluso un banco de la colectividad.

### Celebración del Año Nuevo Chino
Anualmente, durante las celebraciones del año nuevo chino el barrio se convierte en un punto nuclear para las actividades que la aglomeración oriental realiza. Son comunes los cursos de cocina china, cultura asiática, degustaciones y origami, entre otros. Además se realiza un desfile tradicional y todo el bulevar de la calle 9 se decora.

### Récord Guiness
Para el año nuevo chino de 2013 se cocinó el arroz chino más grande del mundo certificado por World Récord Guiness. El peso total fue de 1345 kilogramos y se necesitaron 52 chefs y 20 ayudantes para prepararlo.

## Galería

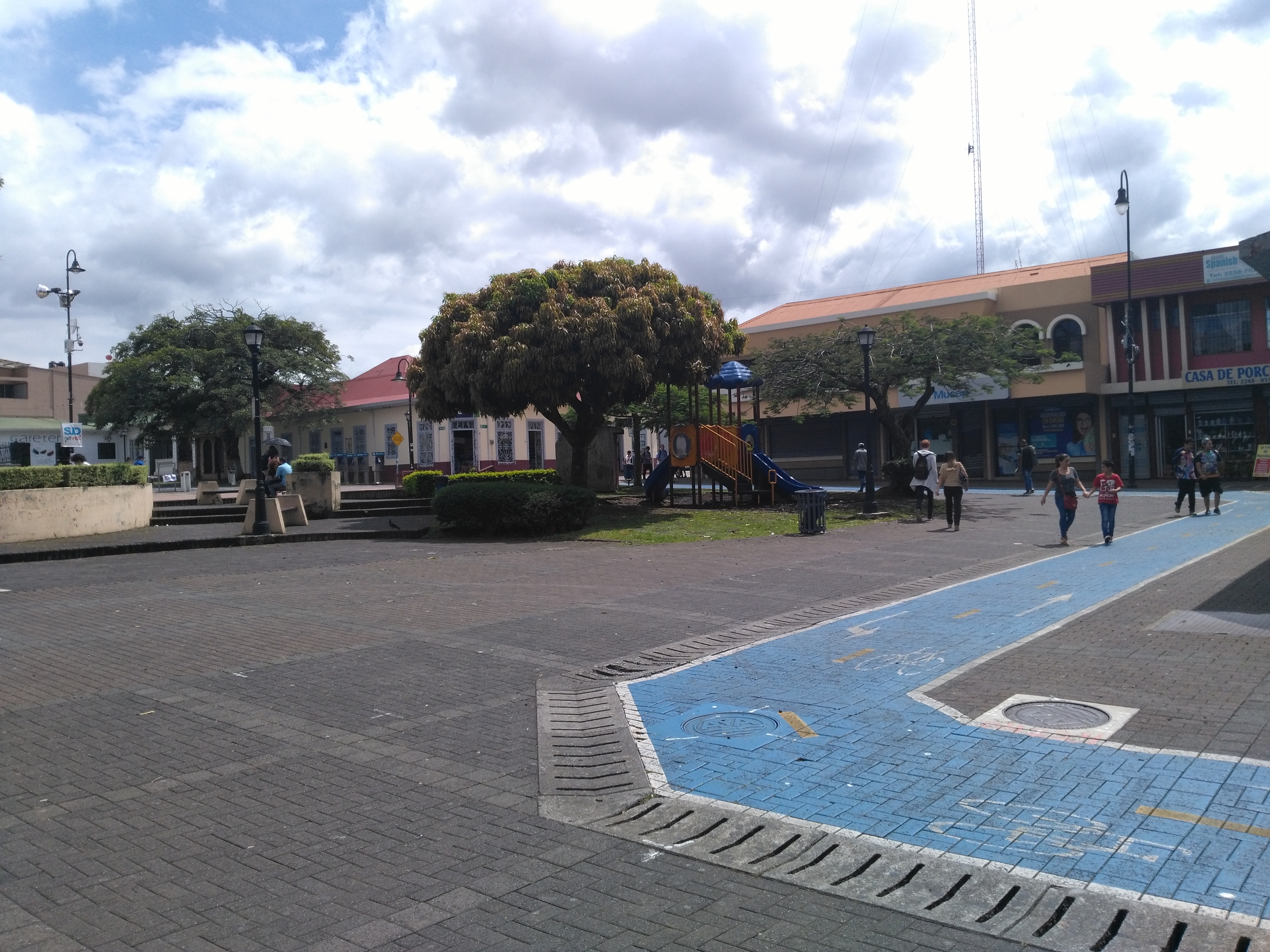
Entrada al barrio desde el bulevar de la avenida 4.
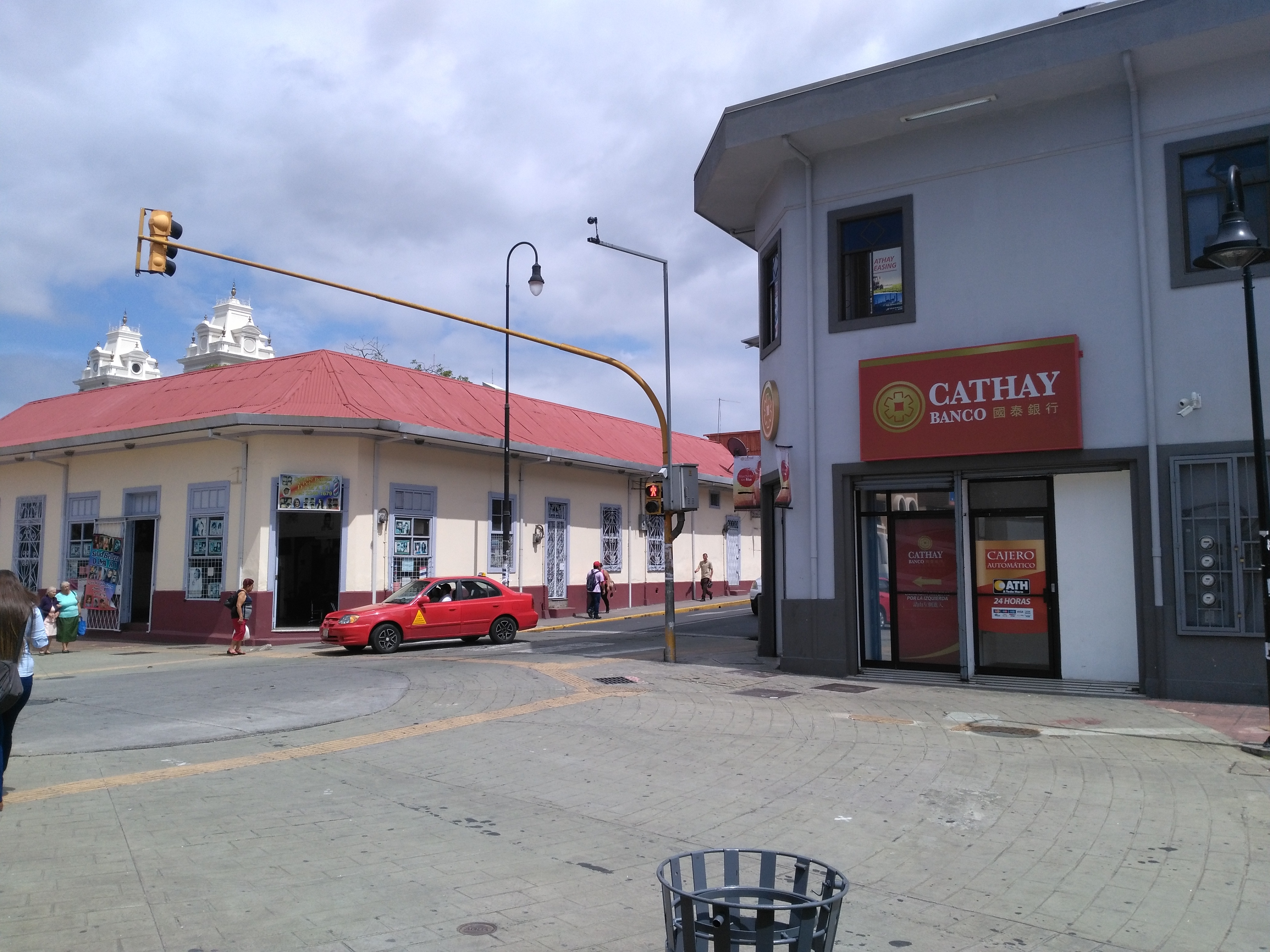
Banco Cathay, ente financiero chino.
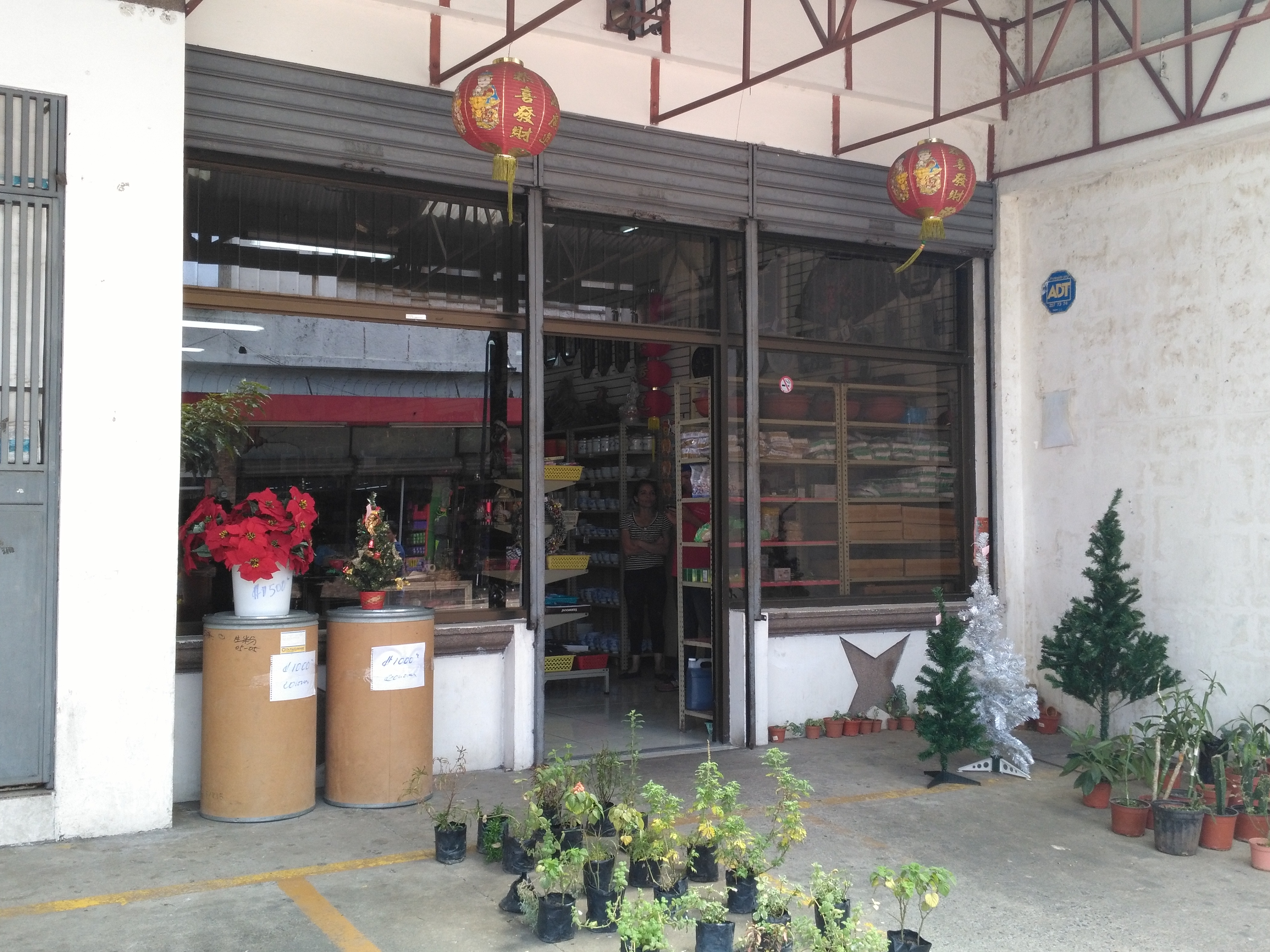
Frente de un supermercado de productos asiáticos.
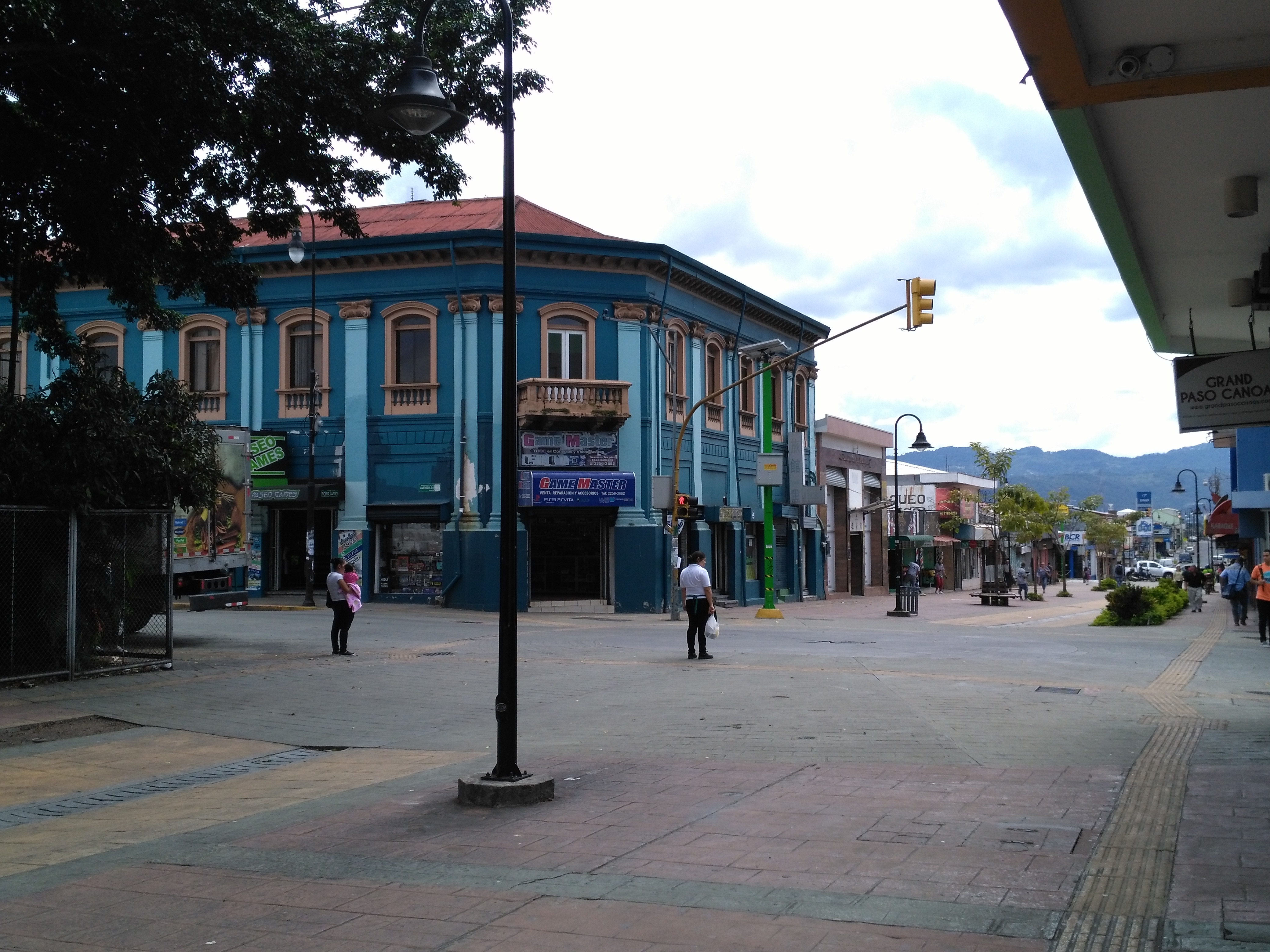
Vista del paso peatonal sobre calle 9, hacia el sur.
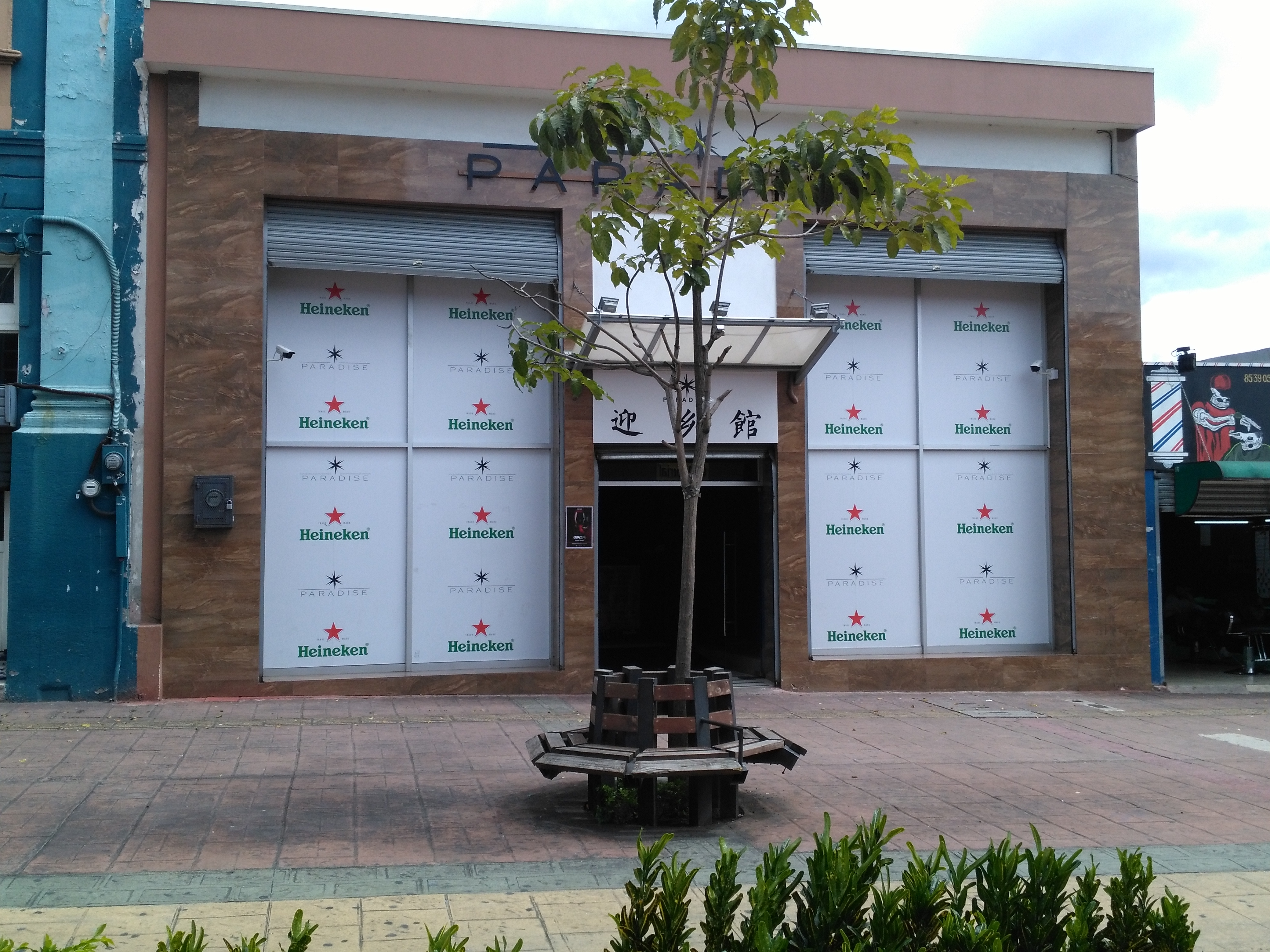
Discoteca taiwanesa.
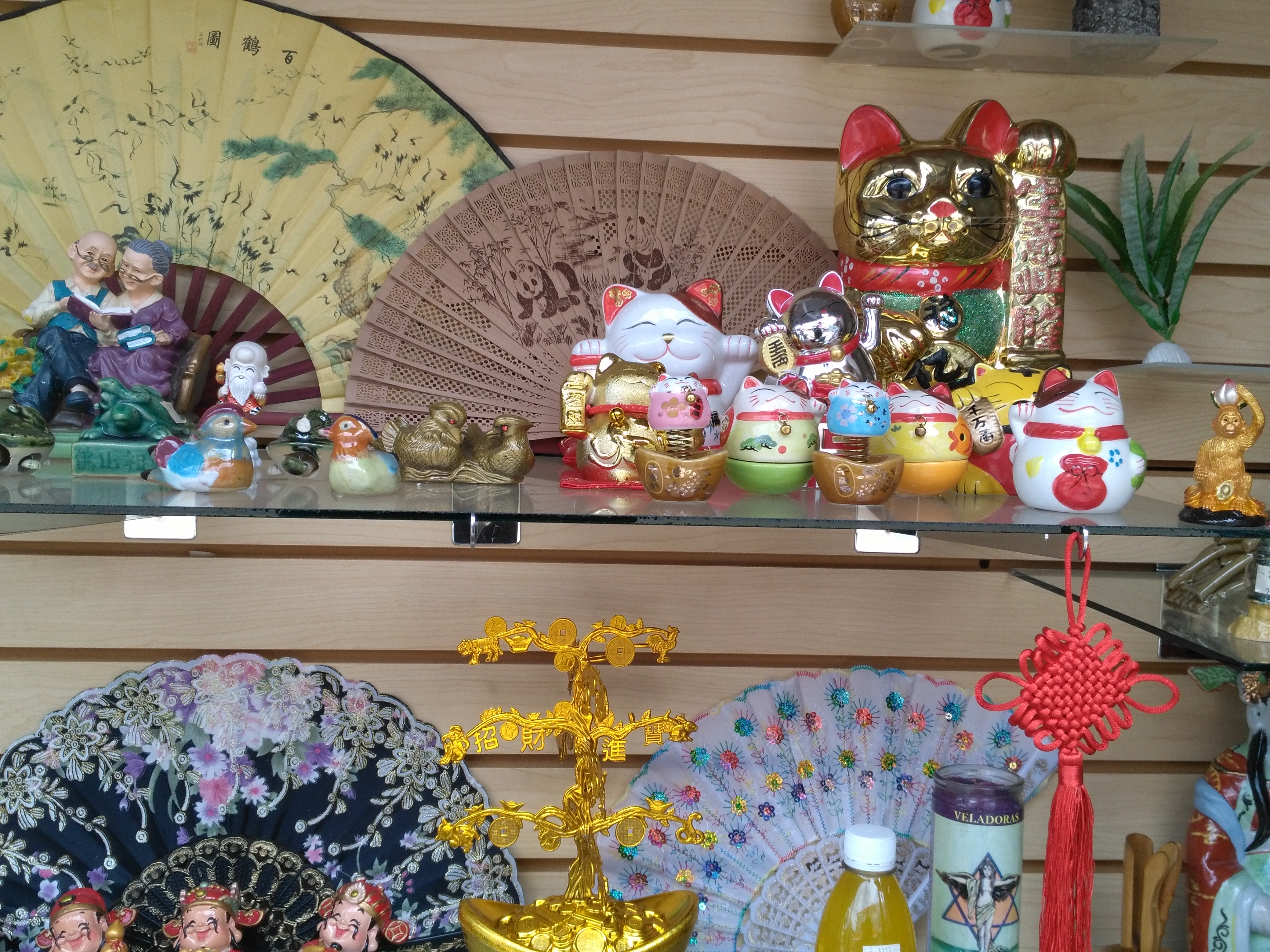
Escaparate exhibiendo decoraciones orientales.